# Irene-Klasse
Die zwei Schiffe der Irene-Klasse wurden als deutsche Flotten- und Auslandskreuzer gebaut. Bis 1893 waren sie Kreuzerkorvetten, danach als Kreuzer 2. Klasse und ab 1899 als Kleine Kreuzer eingeordnet. Die Besatzung betrug zwischen 365 und 374 Mann. Als Bewaffnung hatten die Kreuzer der Irene-Klasse 14 Ringkanonen des Kalibers 15 cm (davon vier mit 30 Kaliberlängen und zehn mit nur 22 Kaliberlängen), sechs Revolverkanonen und drei Torpedorohre mit 35 cm Durchmesser an Bord. Ab 1893 wurden die Schiffe umgerüstet, wobei die zehn kürzeren Ringkanonen gegen acht Schnellfeuergeschütze des Kalibers 10,5 cm sowie die sechs Revolverkanonen gegen ebenso viele 5,0-cm-Schnelladekanonen L/40 getauscht wurden.
Der Stapellauf der Irene erfolgte am 23. Juli 1887 in der Vulcan-Werft in Stettin. Das zweite Schiff Prinzeß Wilhelm wurde von der Germaniawerft in Kiel gebaut und lief am 22. September 1887 vom Stapel. Die Streichung aus der Liste der Kriegsschiffe erfolgte für beide Schiffe am 17. Februar 1914. 1921 wurden sie in Rüstringen abgewrackt. Die Ersatzbauten waren Kreuzer der Graudenz-Klasse.